# Wilhelm von Apulien
Wilhelm von Apulien war ein süditalienischer Geschichtsschreiber, der zwischen der zweiten Hälfte des 11. Jahrhunderts und der ersten Hälfte des 12. Jahrhunderts in Apulien lebte. Biographische Daten sind nicht bekannt, seine Kenntnis der Topographie Apuliens spricht dafür, dass er dort geboren wurde. Ob er Kleriker oder Laie war, lässt sich ebenfalls nicht feststellen. Die These, dass er in Giovinazzo geboren wurde, ist bisher nicht stichhaltig belegt. Ungeklärt ist auch, ob Wilhelm aus einer normannischen oder einer einheimischen langobardischen Familie stammte.

## Das Epos
Seine Gesta Roberti Wiscardi gehören neben Amatus von Montecassino und Gaufredus Malaterra zu den historiographischen Hauptquellen, die von der Entstehung der normannischen Herrschaft über Süditalien berichten. Sein Protagonist ist Robert Guiskard, er berichtet aber auch über die Anfänge der Normannen, etwa ihre Kontakte mit Meles von Bari. Er hat es auf Anregung Urbans II. zwischen 1088 und 1098 begonnen und vor 1111 abgeschlossen. Dieses Epos in fünf Büchern stützt sich außer auf Amatus auf die lokalen historiographischen Texte (Annales Barenses, Anonymus Barensis, Lupus Protospatharius), daneben auf mündliche Überlieferung. In antikisierenden Hexametern schildern Buch I und II den Zug der Normannen nach Italien, die ersten Niederlassungen und die Anfänge der Staatsbildung, Buch III bis V behandeln die Eroberungen Guiskards in Italien und Dalmatien und enden mit seinem Tod 1085. Neben der Verherrlichung des Hauses Hauteville findet Wilhelm auch lobende Worte für einheimische Anführer wie den Grafen Amicus von Giovinazzo. Zur Legitimation der Eroberung betont er wiederholt die Eheverbindung zwischen dem normannischen Herzog und der langobardischen Fürstentochter Sikelgaita. Trotz der normannisch-byzantinischen Feindschaft ist Alexios I. Komnenos für ihn der rechtmäßige Kaiser (rector imperii), Heinrich IV. dagegen nur rex Alemannicus (deutscher König).
Die einzige erhaltene mittelalterliche Handschrift vom Ende des 12. Jahrhunderts (Bibliothèque Municipale d’Avranches, ms. 162) stammt aus der Bibliothek von Mont-Saint-Michel. Die Handschrift, die für die editio princeps von 1582 benutzt wurde, stammte aus der Abtei Le Bec, ist aber verloren.

## Edition
- Guillaume de Pouille, La Geste de Robert Guiscard, hrsg.v. Marguerite Mathieu, Palermo 1961 (Instituto Siciliano di Studi Bizantini e Neoellenici. Testi e monumenti 4).